# فرانك باتلر (لاعب كرة قاعدة أمريكي)
فرانك باتلر (بالإنجليزية: Frank Butler)‏ هو لاعب كرة قاعدة أمريكي، ولد في 1872 في ناشفيل في الولايات المتحدة، وتوفي في 24 سبتمبر 1899 في شيكاغو في الولايات المتحدة.